# George Burden

George Burden, 2017

George Burden (* 1939 in Beverley) ist ein deutsch-britischer Designer und Hochschullehrer.

## Leben
In Nordengland geboren, studierte George Burden zunächst Industrial Design am Royal College of Art, London. Mit einem Austauschstipendium des Deutschen Akademischen Austauschdienstes (DAAD) vertiefte er sein Industrial-Design-Studium an der Hochschule für Gestaltung Ulm. 1963 kehrte er an das Royal College of Art in London zurück und erhielt das Diplom DesRCA (Designer of the Royal College of Art) in Industrial Design. Im Anschluss belegte George Burden ein Graduate-Studium an der Aston University in Birmingham und erhielt hier 1967 den MSc. (Master of Science) in angewandter Psychologie.
Erste praktische Erfahrungen als Produktdesigner sammelte er am Institut für Produktentwicklung und Design e. V. (Institut Hans Gugelot) in Neu-Ulm und als Lehrassistent an der Hochschule für Gestaltung Ulm. Weitere Kenntnisse besonders als „Human-Faktors-Designer“ erarbeitete er unter anderem im Ergonomics Laboratory, EMI Electronics Ltd. und als Senior Designer der Woudhuysen Design Group Ltd., ebenfalls in London.
Im Anschluss war George Burden 1968 bis 1972 als freier Mitarbeiter und Berater in den USA bei RichardsonSmith Inc. in Worthington tätig. Erste Lehrtätigkeiten übte er als Dozent für Design an der University von Nebraska sowie als außerordentlicher Professor an der Ohio State University am Department of Industrial Design aus.
1973 wieder in Deutschland, war er als Berater und freier Mitarbeiter für die Industrie und diverse Forschungsinstitute, insbesondere im Bereich ergonomischer Untersuchungen tätig. Im selben Jahr erhielt er auch den Ruf auf eine Professur für Gestaltungsmethodik, Ergonomie und Produktgestaltung der Hochschule für Gestaltung Schwäbisch Gmünd (HfG).
1982 gründete George Burden an der HFG einen Technischen Beratungsdienst, nach einem integrativen Beratungskonzept von Johann Löhn, dem ehemaligen Vorstandsvorsitzenden der Steinbeis-Stiftung für Wirtschaftsförderung. Die Leitung des Steinbeis-Transferzentrum Technische Beratung für Designberatung und Designentwicklung hatte er bis 1990 inne. Dazwischen wurde ebenfalls von George Burden das Steinbeis-Transferzentrum Industrial Design als selbstständiges Institut im Uni-Park Schwäbisch Gmünd gegründet.

## Veröffentlichungen
- Steinbeis 1971–1991, G. von Alberti, Steinbeis Edition, ISBN 978-3-938062-73-9, Stuttgart 2008
- Steinbeis 1983–2008, Sigrid Friedrichs, Steinbeis Edition, ISBN 978-3-938062-75-3, Stuttgart 2008